# Senčak, Sveti Tomaž
Senčak je naselje v Občini Sveti Tomaž.